# Campi
Campi (en cors Campi ) és un municipi francès, situat a la regió de Còrsega, al departament d'Alta Còrsega. L'any 1999 tenia 28 habitants.

## Demografia
| 1962 | 1968 | 1975 | 1982 | 1990 | 1999 |
| ---- | ---- | ---- | ---- | ---- | ---- |
| 76   | 78   | 42   | 40   | 32   | 28   |

## Administració
| Període | Identitat                  | Partit | Qualitat |  |
| ------- | -------------------------- | ------ | -------- |  |
| 2008    | Roch Emmanuel Alessandrini |        |          |  |